# Alexios I Komnenos
Alexios I Komnenos (tiếng Hy Lạp cổ: Ἀλέξιος Αʹ Κομνηνός, 1048 hoặc 1056 – 15 tháng 8, 1118), là Hoàng đế Đông La Mã từ năm 1081 đến năm 1118. Xuất thân là một tướng lĩnh và điền chủ, dù không phải là người sáng lập ra nhà Komnenos, mà gia tộc Komnenos dưới thời ông trị vì đã nắm trọn quyền hành trong tay. Sau khi lên ngôi, Alexios thừa hưởng một đế chế đã suy yếu nhiều về mọi mặt và phải đối phó với các cuộc chiến tranh liên miên với cả dân du mục Thổ Seljuq ở Tiểu Á và người Norman tại vùng phía tây Balkan, ông đủ sức kiềm chế sự sụp đổ của Đông La Mã và bắt đầu công cuộc khôi phục quân sự, tài chính và lãnh thổ được gọi là Komnenos trung hưng. Cơ sở cho công cuộc Phục hưng này chính là hàng loạt cải cách khác nhau do đích thân Alexios đề xướng. Những lời khẩn cầu của ông để nhờ Tây Âu giúp chống lại người Thổ cũng là những chất xúc tác có khả năng đóng góp vào sự triệu tập các cuộc Thập tự chinh. Dù sao Alexios cũng đã thành công trong việc làm khôi phục lại đế chế vào lúc ông qua đời và được các hoàng đế kế tiếp đưa tới đỉnh cao trong hơn ba thế kỷ cuối cùng trong lịch sử một ngàn năm của Đông La Mã.

## Tiểu sử
Alexios là con trai của Domestikos tōn scholōn Ioannes Komnenos và Anna Dalassena, và là cháu của Isaakios I Komnenos (hoàng đế 1057–1059). Cha của Alexios đã từ chối nối ngôi sau vụ thoái vị của Isaakios, và thế là đã có tới bốn vị hoàng đế từ các gia tộc khác thay nhau lên ngôi từ năm 1059 đến năm 1081. Dưới thời một trong những hoàng đế đó, Romanos IV Diogenes (1067–1071), Alexios phụng sự triều đình với biệt tài thảo phạt người Thổ Seljuq. Dưới thời Mikhael VII Doukas Parapinakes (1071–1078) và Nikephoros III Botaneiates (1078–1081), ông cùng với huynh trưởng Isaakios phụng mệnh triều đình trấn áp loạn quân ở Tiểu Á, Thracia và Ípeiros.
Năm 1074, đạo quân lính đánh thuê phương Tây dưới sự chỉ huy của Roussel de Bailleul đã dấy loạn ở Tiểu Á, nhưng Alexios dẹp yên được họ vào năm 1076. Năm 1078, ông được Nikephoros III bổ nhiệm làm chỉ huy binh đoàn phương Tây. Nhờ vậy mà Alexios đã đánh bại các cuộc nổi loạn của Nikephoros Bryennios Già (có con cháu sau này kết hôn với con gái của Alexios là Anna) và Nikephoros Basilakes, lần đầu tại trận Kalavrye và sau này trong một cuộc đột kích doanh trại vào ban đêm. Alexios được lệnh hành quân khuất phục người em vợ Nikephoros Melissenos ở Tiểu Á nhưng đã từ chối giao tranh với người bà con của mình. Tuy vậy mà ông vẫn không bị cách chức, vì triều đình cần đến Alexios để chống lại cuộc xâm lược dự kiến của người Norman miền Nam nước Ý dưới sự thống lĩnh của Robert Guiscard.

### Âm mưu chống lại Botaneiates của nhà Komnenos

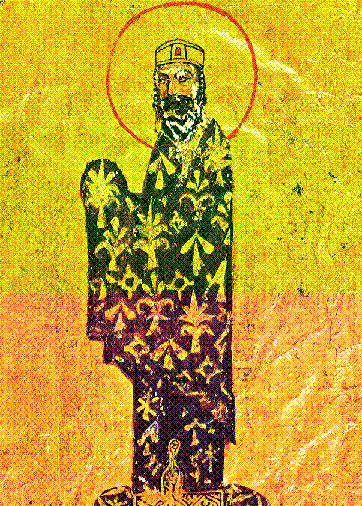
Hình minh họa Alexios I lấy từ trong bản thảo.

Lúc quân Đông La Mã đang tập hợp cho chuyến viễn chinh, phe Doukas trong triều tiếp cận Alexios và thuyết phục ông tham gia vào một âm mưu chống lại Nikephoros III. Mẹ của Alexios, Anna Dalassena, đã đóng một vai trò nổi bật trong cuộc chính biến cung đình năm 1081, cùng với vị hoàng hậu hiện nay, Maria xứ Alania. Lần đầu tiên kết hôn với Mikhael VII Doukas và lần thứ hai lấy Nikephoros III Botaneiates, bà còn bận tâm với tương lai của con Mikhael VII là thái tử Konstantinos Doukas. Nikephoros III có ý định trao lại ngôi vua cho một trong những người thân của mình, dẫn đến sự mâu thuẫn và liên minh với nhà Komnenoi của Maria, mặc dù động lực thực sự đằng sau mối quan hệ liên minh chính trị này là Anna Dalassena.
Vị hoàng hậu từng có mối liên hệ thân mật với dòng tộc Komnenos qua cuộc hôn nhân của cô em họ Maria là Eirene với Isaakios Komnenos, do vậy anh em nhà Komnenos mới có thể diện kiến bà lấy cớ một cuộc viếng thăm thân mật giữa người nhà với nhau. Hơn nữa, để hỗ trợ cho âm mưu tạo phản mà Maria đã quyết định nhận Alexios làm con nuôi, dù bà chỉ lớn hơn ông có năm tuổi. Maria được thuyết phục làm như vậy theo lời khuyên của đám người "Alan" và nhóm hoạn quan trong nhà, dưới sự xúi bẩy làm loạn của Isaakios Komnenos. Trong thân phận là người nhà của Anna, Alexios đã buộc phải nghe theo với sự chấp thuận ngầm của bà. Kết quả là, Alexios và Konstantinos, con Maria, giờ đã là hai anh em được nhận nuôi cùng nhau, va cả hai đều thề rằng họ sẽ bảo vệ quyền lợi của mình khi lên ngôi hoàng đế. Bằng cách lén gửi thông tin nội bộ cho nhà Komnenos, Maria xứng đáng là một đồng minh vô giá.

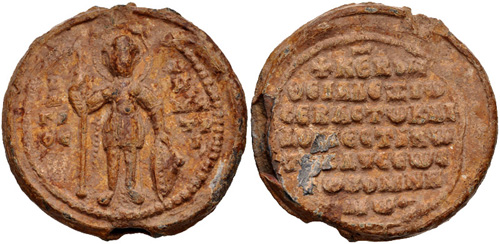
Ấn triện của Alexios khi còn là "Đại Tổng trấn phía Tây"

Như đã nêu trong cuốn chính sử Alexiad của công chúa Anna, Isaakios và Alexios rời khỏi Constantinopolis vào trung tuần tháng 2 năm 1081 để dấy quân chống lại Botaneiates. Tuy nhiên, khi thời khắc vừa đến, Anna đã nhanh chóng và bí mật di dời phần còn lại trong nhà và chạy tới tị nạn tại Nhà thờ Hagia Sophia. Từ đây bà cử người tới đàm phán với hoàng đế nhằm đổi lấy sự an toàn của các thành viên gia đình còn ở lại kinh đô, trong khi phản đối sự vô tội về các hành động thù địch của con trai. Được che đậy dưới vỏ bọc của một chuyến viếng thăm hành lễ Kinh chiều trong nhà thờ, bà cố tình trục xuất đứa cháu của Botaneiates và người gia sư trung thành của ông, ra gặp mặt Alexios và Isaac, rồi mới chạy trốn đến quảng trường Constantinus. Người gia sư đã phát hiện ra họ bị mất tích và cuối cùng tìm thấy họ trong nội cung, nhưng Anna cố sức thuyết phục ông ta rằng họ sẽ trở về hoàng cung trong chốc lát. Sau đó họ lại lọt vào cửa bên ngoài lẫn bên trong nhà thờ, người phụ nữ giả vờ nói với đám lính canh rằng họ là những người hành hương đến từ miền Cappadocia đã tiêu tốn một mớ tiền và muốn vào làm lễ trước khi bắt đầu chuyến hành trình về quê. Thế nhưng, trước khi họ đặt chân vào vương cung thánh đường, Straboromanos và đội cấm quân đã đuổi kịp đoàn người và hộ tống họ về lại hoàng cung. Anna sau đó đã phản đối rằng cả gia tộc đều lo sợ cho mạng sống của họ, con trai của bà một lòng trung thành với triều đình (Alexios và Isaakios đã phát hiện sự vắng mặt không lý do), và tình cờ biết được âm mưu tạo phản từ những thế lực thù địch với nhà Komnenos để đưa bọn họ ra chọc mù mắt, để rồi bỏ chạy khỏi kinh thành và vì vậy mà họ có thể tiếp tục phụng sự hoàng đế. Bà từ chối đi chung với bọn họ và đòi để cho bà cầu nguyện Mẹ Thiên Chúa phù hộ. Lời đề nghị này được chấp thuận và Anna đã thể hiện tính giả tạo thực sự và khả năng lôi kéo tài tình của mình:
Bà được phép bước vào. Như thể bà đang bị tuổi già đè nặng trên vai và nỗi thống khổ làm cho thân thể rã rời, bà lê bước khó nhọc và khi bước vào bên trong cửa chính của vương cung thánh đường để quỳ gối hành lễ tới hai lần; lần thứ ba bà cúi người xuống sàn và giữ chặt cánh cửa linh thiêng, gào lên: "Trừ phi chặt đứt tay ta đi, bằng không ta sẽ không rời khỏi nơi chốn thiêng liêng này, ngoại trừ một điều kiện: ta nhận lấy cây thánh giá của hoàng đế để bảo đảm sự an toàn cho tính mạng của ta".

Nikephoros III Botaneiates buộc phải công khai thề rằng ông bằng lòng che chở cho cả gia tộc. Straboromanos cố đưa cây thánh giá của hoàng đế cho Anna, nhưng đối với bà nó chưa đủ độ tin cậy để mọi người xung quanh chứng kiến lời tuyên thệ này. Bà đòi cây thánh giá phải do đích thân Botaneiates tới đưa mới đúng với niềm tin tốt lành của ông. Cực chẳng đã, hoàng đế mới phải đưa cây thánh giá của mình ra làm bằng chứng đảm bảo cho sự an toàn của họ. Trước sự nài nỉ liên tiếp của hoàng đế, và để bảo vệ chính mình, họ liền chạy sang lánh nạn tại tu viện Petrion, tại đây còn có thêm sự gia nhập của Maria xứ Bulgaria, mẹ của Eirene Doukaina. Botaneiates cho phép họ được đối xử với tư cách là người tị nạn chứ không phải là khách mời. Cả gia tộc được phép cho người thân trong nhà mang đồ ăn thức uống riêng tới và cải thiện mối quan hệ tốt với đám vệ sĩ mà nhờ đó họ nắm được những tin tức mới nhất. Anna cực kỳ thành công cả ba mặt thiết yếu trong cuộc nổi dậy: bà câu giờ để con mình lấy cắp ngựa quý trong cung và trốn khỏi thành phố; bà làm sao lãng hoàng đế, giúp con mình có thời gian chuẩn bị tập hợp lực lượng chờ ngày khởi sự; và bà còn đưa ra nhận định sai lầm về tình hình an ninh cho Botaneiates khiến hoàng đế tin tưởng là chẳng có chính biến mưu phản nào thực sự chống lại ông. Sau khi hối lộ các đạo quân phương Tây đang canh giữ thành phố, Isaakios và Alexios Komnenos đã ca khúc khải hoàn tiến vào kinh thành làm lễ đăng quang đúng ngày 1 tháng 4 năm 1081.
Vào lúc này, Alexios bị dân chúng đồn đại là tình nhân của Hoàng hậu Maria xứ Alania, con gái của Vua Bagrat IV xứ Gruzia, lần lượt kết hôn với Mikhael VII Doukas và người kế vị Nikephoros III Botaneiates, nổi tiếng khắp cả nước với sắc đẹp chim sa cá lặn. Alexios lo liệu nơi ăn chốn ở cho Maria trong cung, và người ta nghĩ rằng ông đang cân nhắc kết hôn với bà. Tuy nhiên, mẹ ông đang lo tìm cách củng cố mối liên hệ dòng họ Doukas bằng cách sắp đặt cho Hoàng đế lấy Eirene Doukaina, cháu gái Caesar Ioannes Doukas, chú của Mikhael VII, lại không mấy ủng hộ Alexios về chuyện này. Như một biện pháp nhằm duy trì sự ủng hộ của nhà Doukai, Alexios đã tái lập Konstantinos Doukas, con út của Mikhael VII và Maria, làm đồng hoàng đế rồi ít lâu sau hứa gả Konstantinos cho trưởng nữ của mình là Anna, đã chuyển vào Cung Mangana cùng với chồng chưa cưới của cô và bà mẹ chồng.
Thế nhưng tình hình có thay đổi phần nào kể từ khi đứa con đầu lòng của Alexios Ioannes II Komnenos chào đời năm 1087: Hôn ước của Anna với Konstantinos bị hủy bỏ, và bà được chuyển vào trong cung sống chung với mẹ và bà ngoại. Alexios thì tỏ thái độ lạnh nhạt với Maria, ít lâu sau ông lột bỏ danh hiệu hoàng hậu của bà rồi tống vào một tu viện sống nốt phần đời còn lại, riêng Konstantinos Doukas bị tước mất thân phận đồng hoàng đế. Dù vậy, ông vẫn còn duy trì mối quan hệ tốt đẹp với hoàng tộc và qua đời vì bạo bệnh ngay sau đó.

### Chiến tranh thảo phạt người Norman, Pecheneg và Tzachas
Triều đại kéo dài gần ba mươi bảy năm của Alexios gồm toàn những cuộc chinh chiến liên miên. Ngay từ đầu, ông phải đối mặt với các cuộc tấn công dữ dội của người Norman dưới sự thống lĩnh của Robert Guiscard và con là Bohemund, kẻ chiếm được Dyrrhachium và Corfu và đem quân vây hãm Larissa ở xứ Thessaly (xem Trận Dyrrhachium). Alexios đã phải hứng chịu không ít tổn thất ngay trước khi ông có thể chuyển bại thành thắng bằng cách vô hiệu hóa khả năng tấn công của kỵ binh Norman. Ông cho tăng cường sức đề kháng của mình bằng cách hối lộ vua Đức Heinrich IV 360.000 đồng vàng để người Đức tấn công quân Norman tại Ý, buộc người Norman phải tập trung vào việc phòng thủ ở quê nhà vào năm 1083–84. Ông còn thắt chặt mối liên minh với Henry, Bá tước Monte Sant'Angelo đang kiểm soát bán đảo Gargano và những đặc quyền của ông này kể từ thời Alexios. Lòng trung thành của Henry được coi như trường hợp cuối cùng về quyền chi phối chính trị trên bán đảo Ý của Đế quốc Đông La Mã. Hiểm họa từ phía Norman tạm thời lắng xuống với cái chết của Guiscard vào năm 1085, và người Đông La Mã đã lấy lại hầu hết những lãnh địa thuộc về mình.
Kế đến, Alexios đã phải đối phó với những cuộc nhiễu loạn ở xứ Thracia, nơi các giáo phái dị giáo Bogomil và Paulicia nhất loạt nổi dậy và là nguyên nhân chung với người Pecheneg từ bên ngoài sông Danube. Binh lính Paulicia phụng sự triều đình cũng đã đào ngũ suốt trong các trận đánh của Alexios với người Norman. Ngay khi hiểm họa ngoại xâm từ người Norman đã trôi qua, Alexios bèn ra tay trừng phạt những kẻ nổi loạn và đào ngũ, tịch thu đất đai của họ. Khiến đám này tức giận gây bạo động tại Philippopolis, đến nỗi viên chỉ huy binh đoàn phía Tây là Gregory Pakourianos đã phải bỏ mạng khi mang quân đánh dẹp. Năm 1087 dân du mục Pecheneg đột kích vào xứ Thracia, và đại quân Alexios tràn vào xứ Moesia nhằm đáp trả lại nhưng không chiếm được Dorostolon (Silistra). Trong quá trình triệt thoái, hoàng đế bị quân Pecheneg bao vây và đánh tràn lên khiến quan quân Đông La Mã hao tổn binh lực, đành phải ký hòa ước và trả tiền bảo hộ. Năm 1090 người Pecheneg lại kéo quân xâm phạm xứ Thrace lần nữa, trong lúc Tzachas, em rể của Hồi vương xứ Rum, vội điều động một hạm đội hùng hậu và cố gắng hợp sức với người Pecheneg vây hãm kinh thành Constantinopolis. Alexios sau cùng mới vượt qua được cuộc khủng hoảng này bằng cách gia nhập vào một liên minh với 40.000 người thuộc bộ lạc Cuman, nhờ sự trợ giúp của họ mà ông đã đập tan đại quân Pecheneg tại Levounion xứ Thracia vào ngày 29 tháng 4 năm 1091.
Sự kiện này đã đặt dấu chấm hết cho mối đe dọa xâm lược từ dân Pecheneg, nhưng vào năm 1094 người Cuman bắt đầu hàng loạt cuộc đột kích vào các vùng lãnh thổ của đế quốc trong khu vực Balkan. Dưới sự thống lĩnh của một kẻ đòi ngôi tự xưng là Konstantinos Diogenes, một người con trai đã chết từ lâu của Hoàng đế Romanos IV Diogenes, Quân Cuman vượt qua những ngọn núi và tiến công xứ Thracia cho tới khi thủ lĩnh của họ bị tiêu diệt tại Adrianople. Với khu vực Balkan tạm thời được yên ổn, Alexios giờ đây có thể chuyển sự chú ý của mình sang vùng Tiểu Á, nơi gần như bị người Thổ Seljuq tàn phá sạch trơn.

### Chiến tranh Đông La Mã-Seljuq và cuộc Thập tự chinh thứ nhất

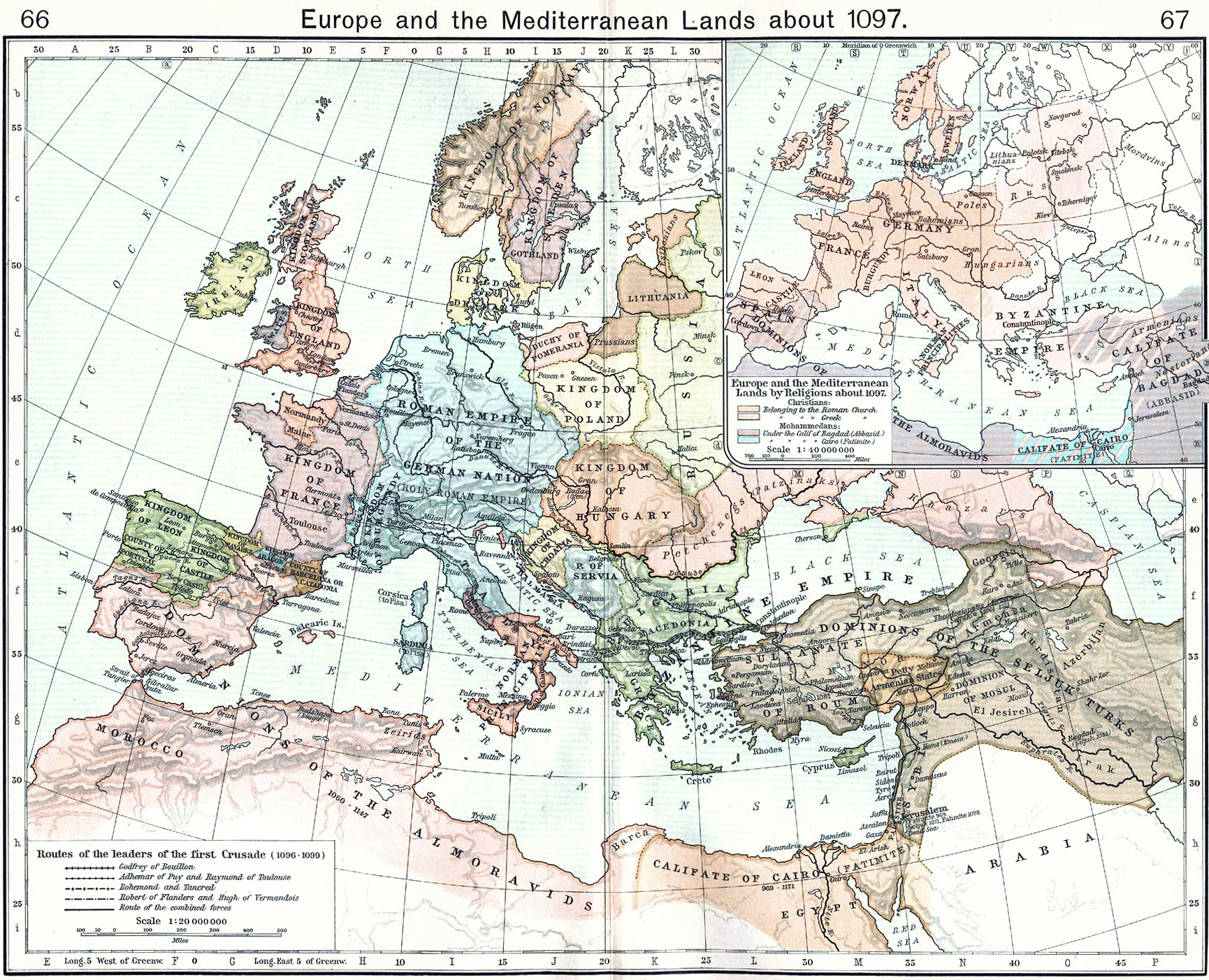
Châu Âu năm 1097, suốt trong cuộc thập tự chinh thứ nhất

Vào lúc Alexios lên ngôi hoàng đế, người Seljuq đã chiếm hầu hết Tiểu Á. Alexios chỉ còn giữ được phần lớn khu vực ven biển bằng cách tung lực lượng đánh phá từng đợt nơi đóng quân của người Seljuq, nhưng cũng không thể nào ngăn chặn người Thổ hoàn toàn. Hoàng đế mời mọc người Venezia liên kết với mình, cho họ những đặc lợi về thương mại và một phần tư đất đai kinh đô để cư ngụ và gạt bỏ những người Norman. Nhưng hoàng đế cũng không thể thay đổi mấy được tình trạng ở Tiểu Á hay Syria, hai nơi này luôn luôn xảy ra tình trạng nội chiến và quân cướp đường đe dọa thường xuyên những người hành hương.
Ngay từ năm 1090, Alexios đã có những biện pháp hòa giải đối với Tòa thánh La Mã, với ý định tranh thủ sự ủng hộ từ phương Tây nhằm giúp mình đánh đuổi người Thổ Seljuq. Năm 1095 hoàng đế đã gửi sứ giả đến cầu viện Giáo hoàng Urban II tại Công đồng Piacenza. Ông nhấn mạnh đến khổ sở của những người Kitô giáo ở miền đông và cho rằng đã đến lúc có thể triệt hạ quyền lực mỗi ngày một yếu của người Thổ. Tám tháng sau, tại Công đồng Clermont năm 1095, Giáo hoàng Urban II tuyên bố mở cuộc Thánh chiến đầu tiên. Sau công đồng Clermont, một đám dân ô hợp gồm những người dân quê ngu dốt và nghèo đói dưới quyền ẩn sĩ Pierre, tràn về miền đông tới Constantinopolis. Người Đông La Mã đang mong đợi chừng vài trăm hiệp sĩ được huấn luyện kỹ càng, hoảng hồn khi thấy đạo quân ô hợp này xuất hiện. Thập tự quân đốt nhà và cướp của, tất cả những gì không lấy đi được thì dùng xích sắt xích lại, ngay cả chì trên nóc nhà thờ. Alexios phải dùng tàu bè tống họ ra khỏi Constantinopolis sang bên kia eo biển thật nhanh. Ở Tiểu Á cuối cùng họ bị người Thổ tàn sát hết vào năm 1096.
Trong khi đó, có nhiều lãnh chúa phương Tây cũng tham gia Thánh chiến, quan trọng nhất là Godfrey xứ Bouillon, quận công vùng Lorraine Hạ và em ông là Baudouin, bá tước Raymond IV xứ Toulouse, và Bohemond xứ Taranto, một lãnh chúa ở miền Nam nước Ý.. Được trang bị đầy đủ và có kỷ luật hơn lực lượng của đạo sĩ Pierre nhiều, quân đội của các lãnh chúa bắt đầu tiến vào Constantinopolis bằng nhiều đường. Alexios chấp thuận cho những lãnh chúa phương Tây đánh chiếm những đất đai bị người Thổ chiếm làm của riêng, nhưng hoàng đế muốn chiếm lại lãnh thổ Đông La Mã và ngự trị trên bất cứ quốc gia nào mà cuộc Thánh chiến có thể lập được: vì vậy ông đã đòi hỏi các lãnh chúa phải tuyên thệ tôn ông làm chúa thượng. Cuộc thập tự chinh thực sự là một thành công đáng nể cho Byzantium, vì Alexios đã khôi phục lại một số thành phố và hải đảo quan trọng. Cuộc vây hãm thành Nicaea của Thập tự quân đã buộc thành phố này phải đầu hàng hoàng đế vào năm 1097, và chiến thắng tiếp theo của Thập tự quân tại Dorylaion đã giúp quân Đông La Mã giành lại phần lớn miền tây Tiểu Á. Ioannes Doukas mau chóng tái lập quyền thống trị của Đông La Mã ở Chios, Rhodes, Smyrna, Ephesus, Sardis và Philadelphia vào năm 1097–1099. Con gái của Alexios là công chúa Anna quy cho thành công này là nhờ vào chính sách ngoại giao khôn khéo của phụ hoàng, nhưng các sử gia Latinh về thập tự chinh thì lại cho là do sự phản bội và xảo quyệt của ông thì đúng hơn. Năm 1099, một hạm đội mười chiến thuyền của Đông La Mã được điều tới trợ giúp Thập tự quân đánh chiếm thành Laodicea và các thị trấn ven biển khác xa tận Tripoli. Thập tự quân tin rằng lời thề của họ trở nên vô hiệu khi đạo quân Đông La Mã dưới quyền Tatikios không chịu giúp họ công hãm thành Antiochia; Bohemund, kẻ tự lập mình thành Thân vương Antiochia, đã tuyên chiến với Alexios tại vùng Balkan trong một thời gian ngắn, nhưng lại bị quân Đông La Mã phong tỏa và rốt cuộc phải đồng ý trở thành một chư hầu của Alexios theo Hiệp ước Devol năm 1108.
Năm 1116, dù mắc chứng bệnh nan y, Alexios vẫn tiến hành hàng loạt chiến dịch mang tính phòng ngự tại Bythinia và Mysia để bảo vệ lãnh thổ Tiểu Á của mình chống lại sự xâm nhập của Malik Shah, Hồi vương Seljuq xứ Iconium. Năm 1117 ông chuyển sang phản công và đẩy đội quân của ông vào sâu cao nguyên Tiểu Á thuộc quyền cai quản của người Thổ, chính tại đây hoàng đế đã đánh tan quân của Hồi vương Seljuq trong trận Philomelion.

### Đời tư

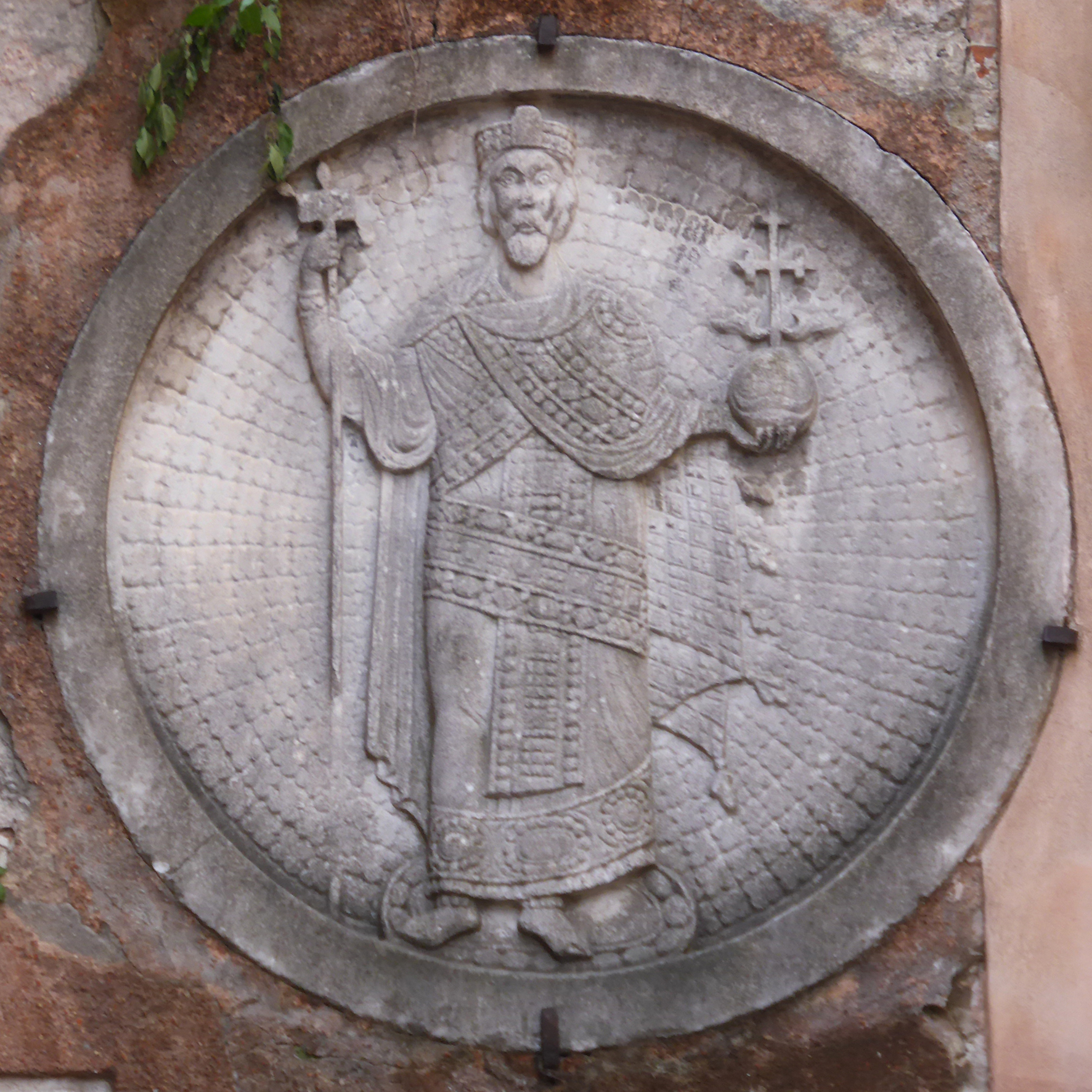
Phù điêu rông đền đá mô tả chân dung của Alexios I, Campiello de Cà Angaran, Venice, đầu thế kỷ 12.

Alexios không còn được lòng dân chúng nữa trong suốt hai mươi năm cuối đời. Những năm tháng được đánh dấu bởi cuộc đàn áp những người theo dị giáo Paulicia và Bogomil—một trong những hành động cuối cùng của ông là công khai đóng cọc thiêu sống Basil, một nhà lãnh đạo Bogomil, mà ông từng tham gia vào một cuộc tranh luận thần học. Bất chấp sự thành công của các cuộc thập tự chinh, Alexios còn phải đẩy lùi nhiều cuộc xâm phạm của người Seljuq vào lãnh thổ đế chế năm 1110–1117. Alexios đã nhiều năm chịu ảnh hưởng mạnh của một bậc mẫu nghi thiên hạ, tức là mẹ của ông Anna Dalassene, một chính trị gia khôn ngoan và vô cùng tài năng, theo thói quen bất thường một cách kỳ cục, đã được ông phong tặng danh hiệu Augusta thay vì đáng ra phải là hoàng hậu Eirene Doukaina. Dalassena là nhà quản lý hữu hiệu đế chế suốt trong thời gian Alexios bận rộn trong các chiến dịch quân sự: bà liên tục mâu thuẫn với cô con dâu và phải chịu trách nhiệm toàn bộ cho việc nuôi dưỡng và dạy dỗ đứa cháu gái Anna Komnene.

### Kế vị
Những năm tháng cuối đời của Alexios cũng bận tâm bởi những lo lắng về vấn đề kế vị. Dù ông đã làm lễ đăng quang cho con mình Ioannes II Komnenos làm đồng hoàng đế lúc mới năm tuổi vào năm 1092, vợ ông, hoàng hậu Eirene Doukaina muốn sửa đổi quyền kế vị sang cho cô con gái Anna và chồng của Anna, Nikephoros Bryennios Trẻ. Bryennios được phong làm kaisar (Caesar) và nhận danh hiệu mới được tạo ra panhypersebastos ("vinh quang trên hết"), và vẫn trung thành với cả Alexios và Ioannes. Tuy nhiên, những mưu mô của Eirene và Anna đã làm xáo trộn ngay cả giờ phút lâm chung của Alexios.

## Thế lực tranh ngôi và dấy loạn
Ngoài tất cả thế lực thù địch bên ngoài, một nhóm quân phản loạn cũng tìm cách lật đổ ngôi vị của Alexios, từ đó đặt ra một mối đe dọa lớn đối với triều đại của ông. Do đây là thời điểm khó khăn chồng chất mà đế chế đang phải chịu đựng, Tính ra thời kỳ của Alexios có vô vàn cuộc nổi dậy chống lại ông nhiều nhất trong số các hoàng đế Đông La Mã. Bao gồm:

### Trước cuộc Thập tự chinh thứ nhất
- Raictor, một tu sĩ Đông La Mã tự xưng là hoàng đế Mikhael VII. Ông tự giới thiệu mình với Robert Guiscard, và được dùng như một cái cớ để khởi động cuộc xâm lược cương thổ của Đế quốc Đông La Mã.[50]
- Một âm mưu năm 1084 liên quan đến một số nguyên lão nghị viên và sĩ quan quân đội. Triều đình đã kịp thời phát hiện trước khi quá nhiều người gia nhập. Để che giấu tầm quan trọng của âm mưu, Alexios chỉ trục xuất những kẻ mưu phản giàu có và tịch thu tài sản của họ.[50]
- Tzachas, một tiểu vương Thổ Seljuq giả xưng danh hiệu hoàng đế vào năm 1092.[51]
- Konstantinos Humbertopoulos, có công trợ giúp Alexios giành được ngôi vua vào năm 1081, mưu tính chống lại ông vào năm 1091 với một người Armenia tên là Ariebes.[51]
- Ioannes Komnenos, cháu của Alexios, thống đốc tỉnh Dyrrachium, bị nghi ngờ thông đồng với Theophylact xứ Bulgaria.[51]
- Theodore Gabras, thống đốc bán độc lập xứ Trebizond và con trai của ông Gregory.[51]
- Mikhael Taronites, người em rể của Alexios.[51]
- Nikephoros Diogenes, con trai của hoàng đế Romanos IV Diogenes.[51]
- Giả-Diogenes, một kẻ mạo danh tự nhận là người con khác của Romanos, Leon Diogenes.[52]
- Karykes, thủ lĩnh dấy loạn tại Crete.[51]
- Rhapsomates, kẻ đã cố gắng tạo ra một vương quốc độc lập tại đảo Síp.[51]

### Sau cuộc Thập tự chinh thứ nhất
- Salomon, một nguyên lão nghị viên cực kỳ giàu sang đã tham gia vào một âm mưu tiếm vị với bốn anh em trong gia tộc Anemas vào năm 1106.[53]
- Gregory Taronites, thống đốc Trebizond khác.[53]
- Hậu duệ ngoài giá thú của một vị thân vương xứ Bulgaria tên là Aron vào năm 1107 dự tính lập mưu giết Alexios khi ông đóng quân gần Thessalonica. Sự hiện diện của hoàng hậu Eirene và đoàn tùy tùng khiến cho âm mưu khó mà thực hiện. Trong một nỗ lực để đưa bà trở về Constantinopolis, những kẻ mưu phản đã cho làm tờ rơi có nội dung nhạo báng và vu khống hoàng hậu, và để lại trong lều. Do truy tìm tác giả của những ấn phẩm này nên triều đình mới phát hiện ra toàn bộ âm mưu này, nhưng Aron chỉ bị trục xuất do ông này có mối liên hệ họ hàng với dòng dõi hoàng gia Bulgaria, cùng chung huyết thống với hoàng hậu Eirene.[54]

## Cải cách hệ thống tiền tệ năm 1092

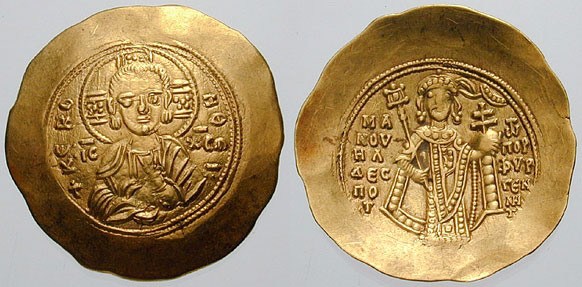
Manuel I Komnenos scyphate (cup-shaped) hyperpyron.

đồng solidus mất giá (tetarteron và histamenon) dưới thời Alexios I Komnenos bị cấm lưu thông và một loại tiền vàng đúc có độ mịn cao hơn (thường ở mức.900–.950) được đưa ra vào năm 1092, thường được gọi là hyperpyron độ 4.45 grs. Đồng hyperpyron hơi nhỏ hơn so với solidus. Nó được giới thiệu cùng với electrum aspron trachy trị giá một phần ba đồng hyperpyron và khoảng 25% vàng và 75% bạc, billon aspron trachy hoặc stamenon  có giá trị từ 48 đến hyperpyron và với 7% thiếp bạc và tetarteron đồng và noummion trị giá 18 và 36 đến billon aspron trachy. Cuộc cải cách hệ thống tiền tệ Đông La Mã của Alexios năm 1092 là nền móng quan trọng cho việc phục hồi tài chính và do đó đã hỗ trợ đắc lực cho công cuộc phục hưng thời Komnenos, vì loại tiền đúc mới đã giúp khôi phục lại niềm tin tài chính trong dân chúng.

## Di sản

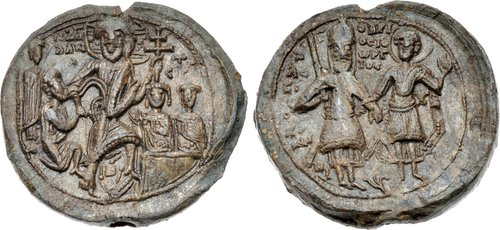
Ấn triện hiếm của Alexios I với sự mô tả công cuộc Phục hưng

Alexios I đã vượt qua một cuộc khủng hoảng đầy hiểm nguy và giữ cho Đế quốc Đông La Mã được ổn định, mở đầu cho một thế kỷ thịnh vượng và rạng rỡ của triều đình. Ông cũng làm thay đổi sâu sắc về bản chất của chính quyền Đông La Mã. Bằng cách tìm kiếm liên minh chặt chẽ với các dòng họ quý tộc hùng mạnh, Alexios đã đặt dấu chấm hết cho truyền thống độc đoán của triều đình và kết nạp hầu hết giới quý tộc vào đại gia đình và cả chính quyền của ông. Ai không trở thành một phần của đại gia đình này thì bị tước mất quyền lực và uy tín. Biện pháp này được dùng để làm giảm bớt sự chống đối, đã song hành với sự ra đời của những chức vụ cao quý mới, kiểu như panhypersebastos giao cho con rể Nikephoros Bryennios, hay là sebastokrator giao cho hoàng đệ Isaakios Komnenos. Mặc dù chính sách này đã gặt hái thành công lúc ban đầu, nó dần dần làm suy yếu hiệu quả tương đối của bộ máy quan liêu triều đình bằng cách đặt mối liên hệ dòng tộc lên trên tài trí. Chính sách liên hợp giới quý tộc của Alexios đã làm xói mòn kết quả kế tục: cứ mỗi hoàng đế Đông La Mã trị vì từ sau thời Alexios I Komnenos đều có liên quan đến ông nhờ vào gốc gác hoặc hôn nhân.

## Gia quyến

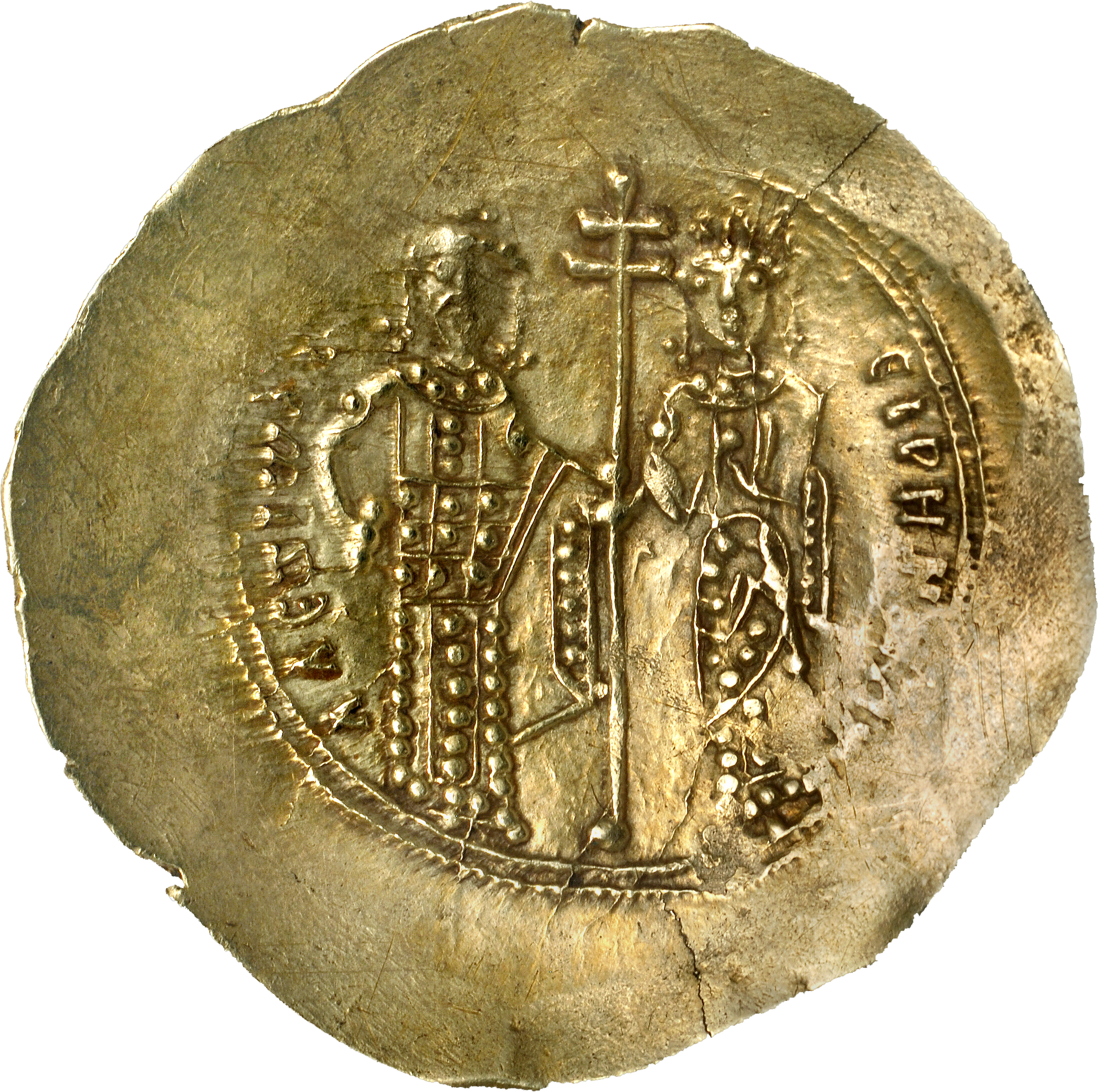
Đồng aspron trachy mô tả chân dung của Alexios I và vợ là Eirene Doukaina.

Alexios I có với hoàng hậu Eirene Doukaina mấy đứa con như sau:
1. Anna Komnene, kết hôn với Caesar Nikephoros Bryennios Trẻ.
2. Maria Komnene, kết hôn với (1) Gregory Gabras và (2) Nikephoros Katakalon.
3. Ioannes II Komnenos, kế vị cha làm hoàng đế.
4. Andronikos Komnenos, sebastokrator. Chết trong trận đánh năm 1117 (Trận Philomelion).
5. Isaakios Komnenos, sebastokrator.
6. Eudokia Komnene, kết hôn với Mikhael Iasites.
7. Theodora Komnene, kết hôn với (1) Konstantinos Kourtikes và (2) Konstantinos Angelos. Với ông này bà chính là bà ngoại của hoàng đế Isaakios II Angelos và Alexios III Angelos.
8. Manuel Komnenos
9. Zoe Komnene.

### Tư liệu chính
- Anna Comnena (1969), Alexiad, Penguin Classics.

### Tư liệu phụ
- Geoffrey Parker (2004), Lịch sử chiến tranh, Lê Thành dịch, Nhà xuất bản Tổng hợp thành phố Hồ Chí Minh.
- Crane Brinton - Robert Lee Wolff và John B. Christopher (2004), Văn minh phương Tây, Nguyễn Văn Lương biên dịch, Nhà xuất bản Văn hóa Thông tin.
- Canduci, Alexander (2010), Triumph & Tragedy: The Rise and Fall of Rome's Immortal Emperors, Pier 9, ISBN 978-1-74196-598-8
- Finlay, George (1854), History of the Byzantine and Greek Empires from 1057–1453, quyển 2, William Blackwood & Sons
- Garland, Lynda (ngày 25 tháng 5 năm 2007), Anna Dalassena, Mother of Alexius I Comnenus (1081-1118), De Imperatoribus Romanis (An Online Encyclopedia of Roman Rulers)
- Kazhdan, Alexander, biên tập (1991), Oxford Dictionary of Byzantium, Oxford University Press, ISBN 978-0-19-504652-6
- Lindblom, Annette (ngày 21 tháng 3 năm 1998), Harl, Kenneth W. (biên tập), History 303: Early Medieval and Byzantine Civilization: Constantine to Crusades, Tulane.edu, Bản gốc lưu trữ ngày 5 tháng 10 năm 2013, truy cập ngày 10 tháng 10 năm 2016
- Norwich, John J. (1995), Byzantium: The Decline and Fall, Alfred A. Knopf, Inc., ISBN 978-0-679-41650-0